# エドアルド・キヨッソーネ
エドアルド・キヨッソーネ（伊: Edoardo Chiossone、1833年1月21日 - 1898年4月11日）は、イタリアの版画家、画家。明治時代に来日したお雇い外国人として知られる。日本語では名がエドワルト、エトワルド、姓がキヨソネ、キヨソーネとも表記される。

## 生涯
キヨッソーネはイタリアのアレンツァーノ（ジェノヴァ県）で代々製版・印刷業を営んでいた家系に生まれる。14歳からリグーリア美術学校で銅版画の彫刻技術を学び、22歳で卒業、特別賞を受賞し教授となった。1867年開催のパリ万国博覧会に出品した銅版画は銀賞を受賞している。その後紙幣造りに興味を持ちイタリア王国国立銀行に就職し同国の紙幣を製造していたドイツのフランクフルトにあったドンドルフ・ナウマン社に1868年に出向した。当時ドンドルフ・ナウマン社は日本の明治政府が発注した政府紙幣（明治通宝）を製造しており、彼も製造に関わっていた。
キヨッソーネが来日したのは1875年（明治8年）のことであったが、当時彼はイギリスの印刷会社に勤めていた。招聘に応じたのは大隈重信が破格の条件（月額454円71銭8厘）を提示したこともあったが、当時写真製版技術の発達が進んでいたこともあり、銅版画の技術を生かせる活躍の場を求めたこともある。一方、樹立間もない明治政府にとって偽造されないような精巧な紙幣を製造するのは大きな課題であり、このままドンドルフ・ナウマン社に紙幣印刷を依頼するのは経費がかさむうえ安全性に問題があるとして、国産化を目指しその技術指導の出来る人材を求めたのである。
来日後、大蔵省紙幣局（現・国立印刷局）を指導。印紙や政府証券の彫刻をはじめとする日本の紙幣・切手印刷の基礎を築いたほか、新世代を担う若者たちの美術教育にも尽力した。奉職中の16年間に、キヨッソーネが版を彫った郵便切手、印紙、銀行券、証券、国債などは500点を超える。特に日本で製造された近代的紙幣の初期の彫刻は彼の手がけた作品である。また、1888年には宮内省の依頼で明治天皇の御真影を製作し、同省から破格の慰労金2500円を授与された。また元勲や皇族の肖像画も残した。面識がない人物を描いたことも少なくないが、例えば西郷隆盛の肖像については西郷本人と面識がないうえに、西郷の写真も残っていなかったため、西郷の朋輩であり縁者でもあった得能良介からアドバイスを受けて西郷従道と大山巌をモデルにイメージを作り上げたという。また当時の紙幣における藤原鎌足は松方正義を、和気清麻呂は木戸孝允を、武内宿禰は当時の印刷部長佐田清次を、神功皇后は印刷部女子職員をモデルに彼が描いたものであった。また日本の欧米諸国の技術水準で製造された最初の普通切手シリーズの小判切手は彼がデザインしたものであった。彼が描いた岩倉具視の肖像画はB号券及びC号券の500円紙幣の原画となった。(紙幣に使用されたのは両方ともキヨッソーネが描いたものを左右反転し、服を大礼服から蝶ネクタイの背広に変えたものである。)
印刷業における功績として、司馬江漢以来エッチング一辺倒だった日本に、腐食に頼らずビュランを使用する直彫りのエングレービングやメゾチントを紹介し、腐食によるものでもソフト・グラウンド・エッチングやアクアチント等の本格的な銅版技術を伝授した。また、日本でそれまで普及していなかった原版から精巧な複数の版をおこす「クラッチ法」や「電胎法」などをもたらした事で、安定した品質での大量印刷が可能になった。
雇用期間が終了した1891年（明治24年）の住所は麹町区平河町であった。退職金3000円、元印刷局雇として大蔵大臣松方正義から終身年金年額1200円、また勲三等瑞宝章を政府から与えられ、さらに1893年には元大蔵省傭として大蔵大臣渡辺国武から終身恩給年額1000円を与えられた。これらの莫大な収入の殆どは、日本の美術品や工芸品を購入するのに当てたほか、寄付したという。
彼は最期まで日本に留まり、1898年に東京・麹町の自宅で逝去、青山霊園に葬られた。独身を通したため（内縁関係にあった日本人女性がいたといわれる）、遺言で遺産の3000円を残された召使が分配したという。
キヨッソーネが収集した美術品は、浮世絵版画3269点、銅器1529点、鍔1442点をはじめとして15000点余りに上る。キヨッソーネは系統立った収集のため、堀口九萬一に『浮世絵類考』をフランス語に翻訳してもらい、これを座右の書として研究していたという。彼の収集品は死後イタリアに送られ、岡倉由三郎によって系統立てられ、現在はジェノヴァ市立のキヨッソーネ東洋美術館に収蔵されている。

## 作品

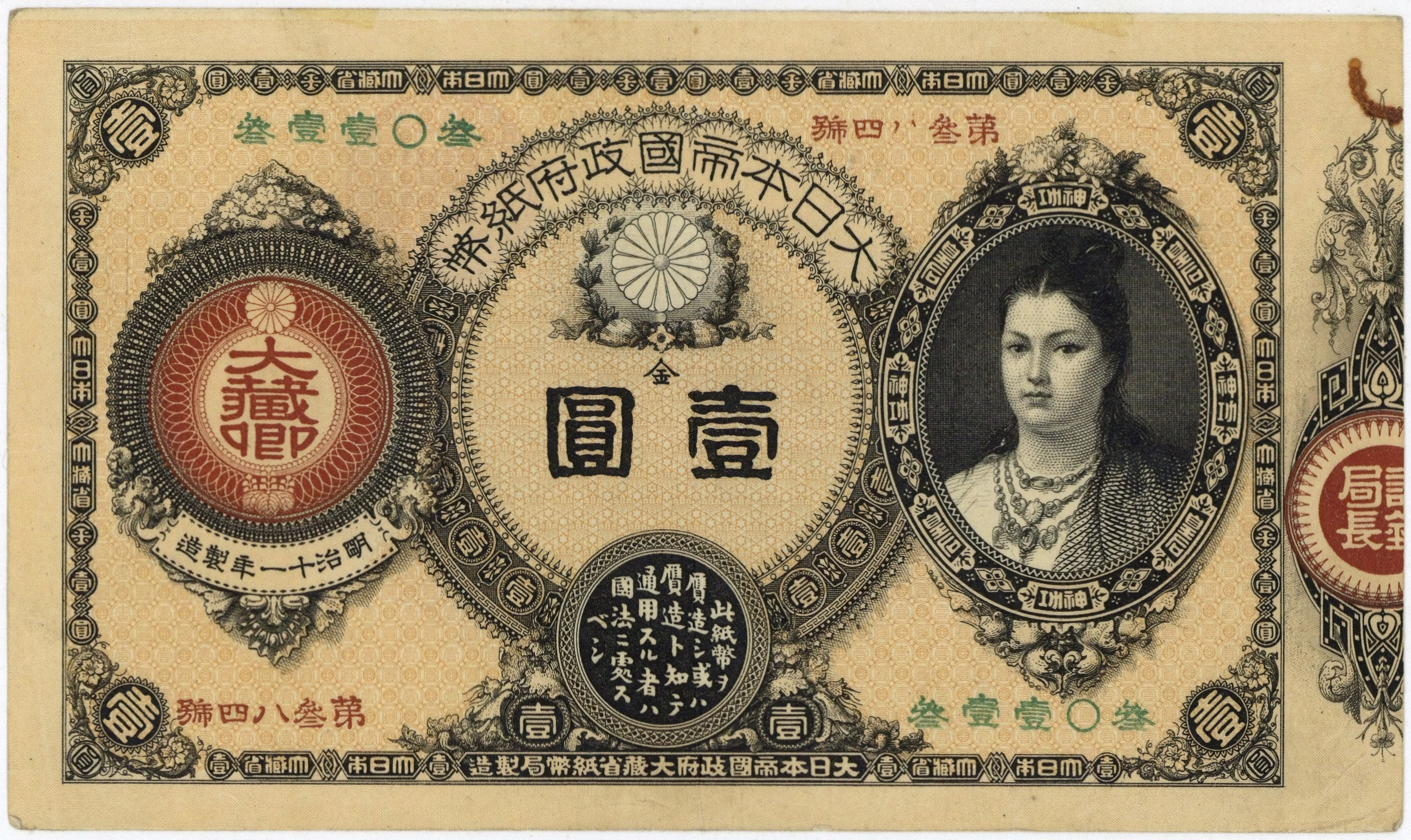
キヨッソーネが原版を作成した1円札

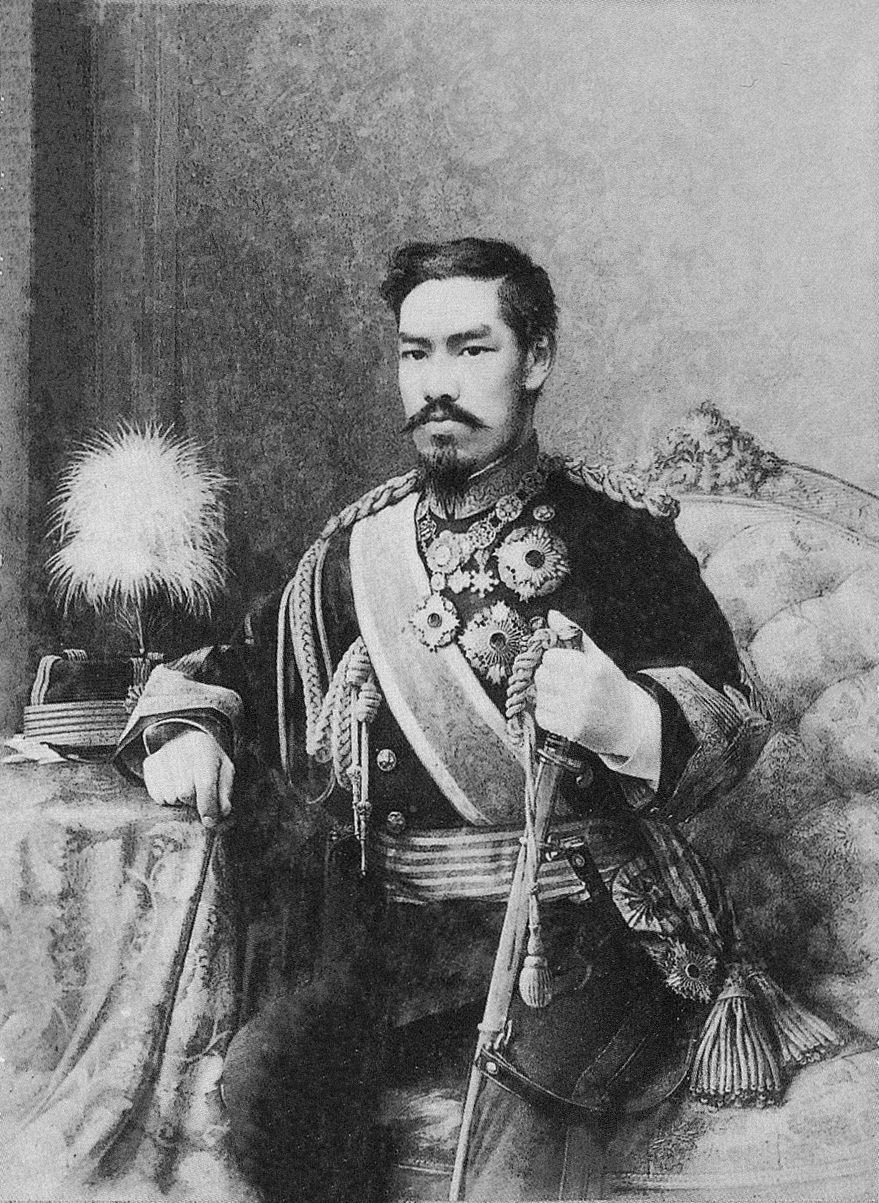
キヨッソーネ作の最も有名な肖像画である明治天皇のコンテ画（明治21年1月）
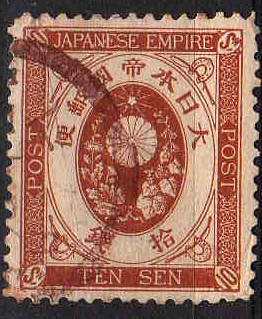
キヨッソーネの手がけた新小判切手
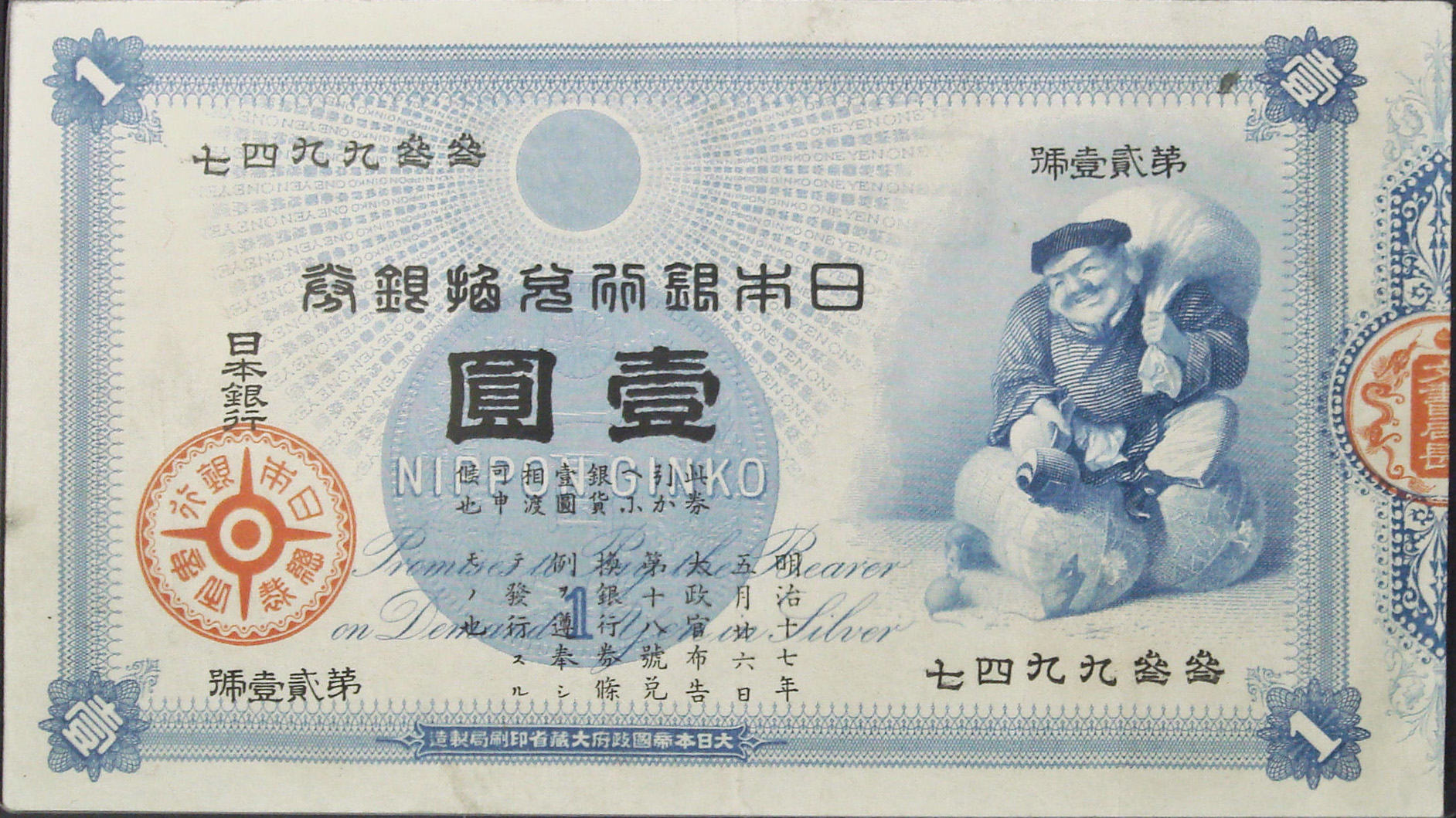
キヨッソーネの手がけた一円紙幣（大黒札・旧一円券）
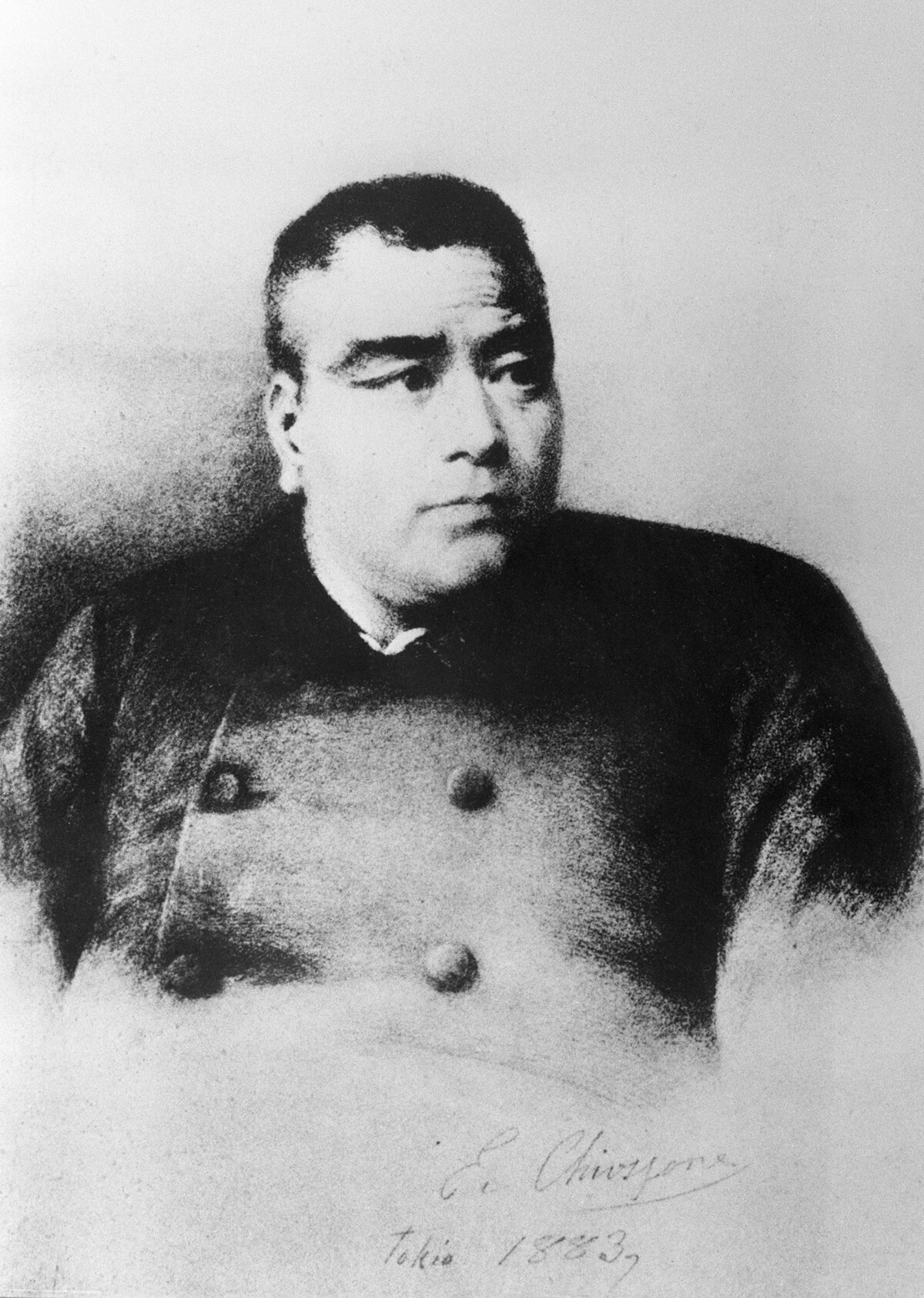
キヨッソーネによる西郷隆盛像
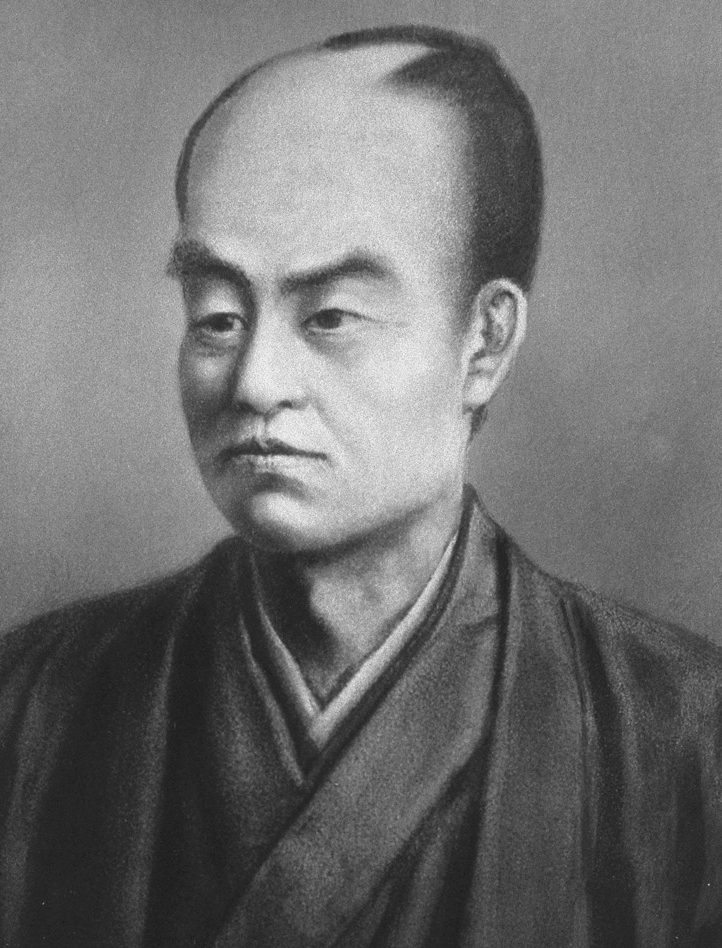
キヨッソーネによる大村益次郎像
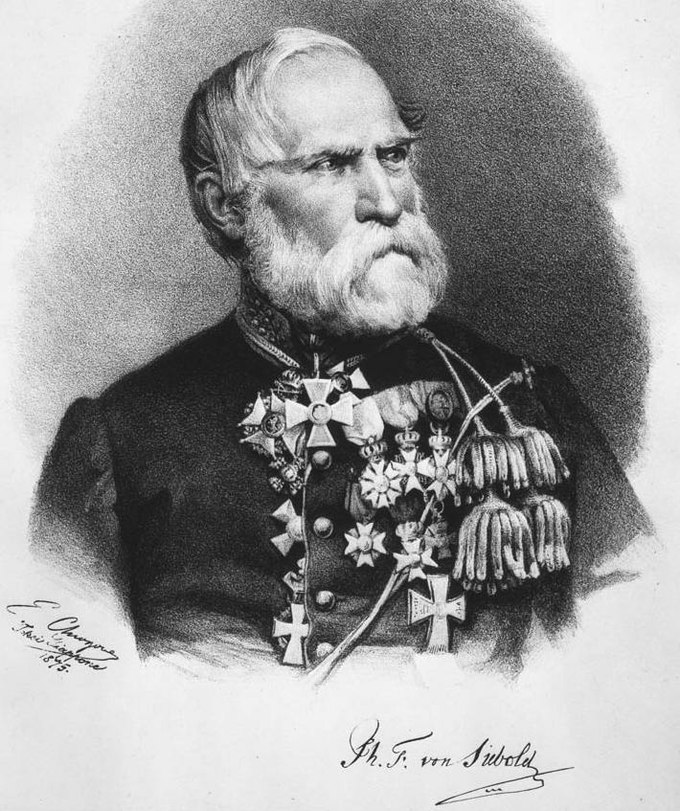
シーボルトの肖像画

## 切手
母国のイタリアでは1988年に和服姿の彼の肖像を描いた切手が発行されたほか、1994年11月18日には日本も彼の肖像（洋装）を描いた切手を発行したが、いずれも小判切手も描かれていた。